# Cryptophagus dentatus
Cryptophagus dentatus là một loài bọ cánh cứng trong họ Cryptophagidae. Loài này được Herbst miêu tả khoa học năm 1793.